# (1818) Brahms
(1818) Brahms es un asteroide perteneciente al cinturón de asteroides descubierto por Karl Wilhelm Reinmuth desde el observatorio de Heidelberg-Königstuhl, Alemania, el 15 de agosto de 1939.

## Designación y nombre
Brahms recibió inicialmente la designación de 1939 PE.
Más adelante se nombró en honor del compositor alemán Johannes Brahms (1833-1897).

## Características orbitales
Brahms está situado a una distancia media del Sol de 2,164 ua, pudiendo acercarse hasta 1,777 ua y alejarse hasta 2,55 ua. Su excentricidad es 0,1786 y la inclinación orbital 2,978°. Emplea en completar una órbita alrededor del Sol 1163 días.